# Renaldo Rama
Renaldo Rama (* 27. Januar 1990 in Albanien) ist ein albanischer ehemaliger Fußballspieler. Er spielte vorzugsweise als Mittelstürmer.

## Karriere
Renaldo Rama spielte in seiner Jugend für den griechischen Erstligisten Olympiakos Piräus. Im Sommer 2008 wechselte er in seine Heimat zum Zweitligisten KS Gramozi Erseka.
Schon im Februar 2009 wechselte er zum deutschen Zweitligisten TuS Koblenz. Dort kam er am 20. März 2009, dem 25. Spieltag der Zweitligasaison 2008/09, zu seinem Debüt, als er im Heimspiel gegen Hansa Rostock (1:1) in der 83. Minute für Zoltán Stieber eingewechselt wurde. Jedoch konnte er sich bei der TuS nicht durchsetzen und es blieb bei diesem einen Kurzeinsatz. Ende des Jahres 2009 lief dann sein Vertrag aus.
Erst nach einem Jahr ohne Verein unterschrieb er im Januar 2011 einen Vertrag beim albanischen Erstligisten KS Besa Kavaja. Dort kam er jedoch nicht zum Einsatz. Daher verließ er den Verein im Sommer 2011 schon wieder und wechselte zum Aufsteiger KF Apolonia Fier. Dort wurde er auf Anhieb Stammspieler und erzielte direkt am 11. September 2011, am ersten Spieltag der Saison, gegen KS Dinamo Tirana (2:0) sein erstes Tor. In den ersten fünf Spielen erzielte er drei Tore. Danach fiel er jedoch aufgrund einer Verletzung für den Rest der Hinrunde aus. Zu Beginn der Rückrunde war er wieder fit, Stammspieler und verhalf dem Klub mit seinen Leistungen zum Klassenerhalt. Er blieb ein zweites Jahr und versuchte sich dann beim AEK Athen, wo er sich jedoch nicht in der ersten Mannschaft durchsetzen konnte. Seit 2014 spielt Rama mit einer Ausnahme (in der Heimat bei Durres) für unterklassige griechische Vereine.